# Dominik Marczuk
Dominik Marczuk, né le 1er novembre 2003 à Międzyrzec Podlaski en Pologne, est un footballeur polonais qui joue au poste d'ailier droit au Real Salt Lake.

## Biographie

### En club
Né à Międzyrzec Podlaski en Pologne, Dominik Marczuk commence sa carrière au Podlasie Biała Podlaska (en) avant de jouer pour le Stal Rzeszów. Il joue son premier match avec ce club le 29 août 2020, lors d'une rencontre de championnat face au Górnik Polkowice (en). Il entre en jeu et son équipe s'impose par deux buts à un.
Lors de l'été 2023, Dominik Marczuk rejoint le Jagiellonia Białystok. Le transfert est annoncé le 17 juin 2023 et il signe un contrat de trois ans, soit jusqu'en juin 2026,.
Marczuk inscrit son premier but pour le club le 27 août 2023, lors d'une rencontre de championnat face au Górnik Zabrze. Il est titularisé et participe à la victoire de son équipe par quatre buts à un.

### En sélection
Dominik Marczuk représente l'équipe de Pologne des moins de 19 ans pour un total de cinq matchs joués, tous en 2021, et marque un but.
En mars 2024, Dominik Marczuk est convoqué pour la première fois avec l'équipe nationale de Pologne.